# Силвейра, Леонор
Леонор Силвейра (порт.  Leonor Silveira; род. 28 октября 1970, Лиссабон) — португальская киноактриса.

## Биография
По материнской линии — потомок выходцев из Франции. Окончила французский лицей в Лиссабоне. Изучала международные отношения в Лиссабонском университете, окончила его в 1995 году.
Занималась культурными программами в Министерстве культуры Португалии (1997—2000).
Начиная с «Каннибалов» (1988) сыграла в 17 картинах Мануэла де Оливейры, стала своего рода лицом его фильмов. Снималась и у других португальских режиссёров (Жуан Ботелью и др.).

## Фильмография
- 1988 — Каннибалы
- 1992 — No Dia dos Meus Anos (Жуан Ботелью)
- 1992 — Das Tripas Coração (Жуакин Пинто)
- 1994 — Três Palmeiras (Жуан Ботелью)
- 1995 — Монастырь
- 1997 — Porto Santo (Висенти Жоржи Силва)
- 2001 — Я иду домой
- 2009 — Причуды одной блондинки
- 2012 — Гебо и тени/ Gebo et l'ombre
- 2023 — Плохая жизнь/ Mal viver

## Признание
Член жюри Фестиваля короткометражных фильмов в Вила-ду-Конди (1997), МКФ в Сан-Паулу (2000), Марракеше (2005), Довиле (2008), Каннах (2009, секция Кинофонда и короткометражных фильмов), Сан-Себастьяне (2010).
Награда За артистические заслуги регионального правительства Мадейры (1995). Командор Ордена Португалии За заслуги (1997). Вице-президент Института кино, аудиовизуальных и мультимедиальных искусств (с 2007).
Член Академии художеств Франции.